# كوهي شيميزو (متزحلق)
كوهي شيميزو (باليابانية: 清水康平) هو متزحلق ياباني، ولد في 1989 في نايورو في اليابان.

## وصلات خارجية
- كوهي شيميزو على موقع الاتحاد الدولي للتزلج (التزلج الريفي) (الإنجليزية)